# فيفا أون لاين 2
فيفا أون لاين 2 (بالإنجليزية: FIFA Online 2)، هي لعبة فيديو من نوع رياضة كرة قدم، والتي تلعب حصراً على شبكة الإنترنت، صدرت في الأسواق سنة 2006، وهي الجزء الثاني من السلسلة الفرعية للعبة فيفا، حيث تعمل حصراً لمنصة مايكروسوفت ويندوز.